# Груша, Иван
Иван Груша (укр. Іван Груша) — государственный деятель, дипломат, генеральный писарь в правительстве гетмана Ивана Выговского.

## Биография
Иван Груша происходил из шляхетского рода (поляк). Образование получил в Киево-Могилянской академии. С началом восстания Хмельницкого служил канцеляристом Генеральной военной канцелярии.
В начале осени 1656 года вместе с генеральным есаулом Иваном Ковалевским возглавлял украинское посольство в Трансильванию. Успешно выполнив возложенную на них Богданом Хмельницким миссию, 7 июля 1656 года украинские послы подписали договор с трансильванским князем Юрием Ракоци II, по которому последний обязывался «…предотвращать всякую потерю и вред Войска Запорожского; не замышлять никаких заговоров с другими государствами в его ущерб, ни самим, ни через какие-либо подставные лица.., наоборот, если бы кто-нибудь захотел идти войной на гетмана и Войско… обязуемся немедленно, как только получим сведения о любых вражеских замыслах, их оповестить, оповестить, остерегать…»
В июле 1657 года по поручению Богдана Хмельницкого принимал присягу жителей Елинского уезда на верность запорожскому гетману.
В гетманском правительстве Ивана Выговского с осени 1657 года до сентября 1659 года занимал должность генерального писаря. Вместе с Юрием Немиричем и Даниилом Выговским принадлежал к ближайшему окружению гетмана, активно участвовал в решении как внутриполитических, так и внешнеполитических проблем. Активно поддерживал курс Ивана Выговского на разрыв отношений с Москвой и заключение конфедеративного союза с польским королем Яном II Казимиром (Гадяцкий договор 6 сентября 1658 года). По летописи Самовидца, Груша летом 1658 года вместе с Павлом Тетерей вел переговоры с польской стороной, где «о согласии трактовал». 29 декабря 1658 года наказной гетман Скоробогатенко, переяславский полковник Т. Цюцюра и поляк Груша совместно начальствовали над верными Д. Выговскому татарами и казацкими полками — Каневским, Черкасским, Чигиринским и Корсунским, в бою у Лохвицы с князем Ромодановским, но были отбиты.
Весной 1659 года вместе с Якимом Сомко, Константином Выговским и Г. Лесницким ездил в Варшаву и участвовал в работе сейма, на котором был ратифицирован Гадячский договор. В условиях антигетманского восстания на Левобережье в августе — сентябре 1659 года по поручению Ивана Выговского посетил Варшаву, где ознакомил короля с ситуацией в Украине.
После отречения Ивана Выговским отошел от участия в политической жизни Украины, вероятно, оставшись в Речи Посполитой. Стал близким сотрудником полного гетмана коронного, маршалка великого коронного и старосты краковского Е. Любомирского, активно участвовал в «рокоше» 1665—1666 годов.